# Son Rompe Pera
Son Rompe Pera es un grupo de fusión musical —integrando a una base de cumbia géneros musicales como danzón, rock, punk, ska y otros— procedente de México. Protagoniza su concepto el uso de la marimba, tradicional en la música folclórica de su país.

## Historia

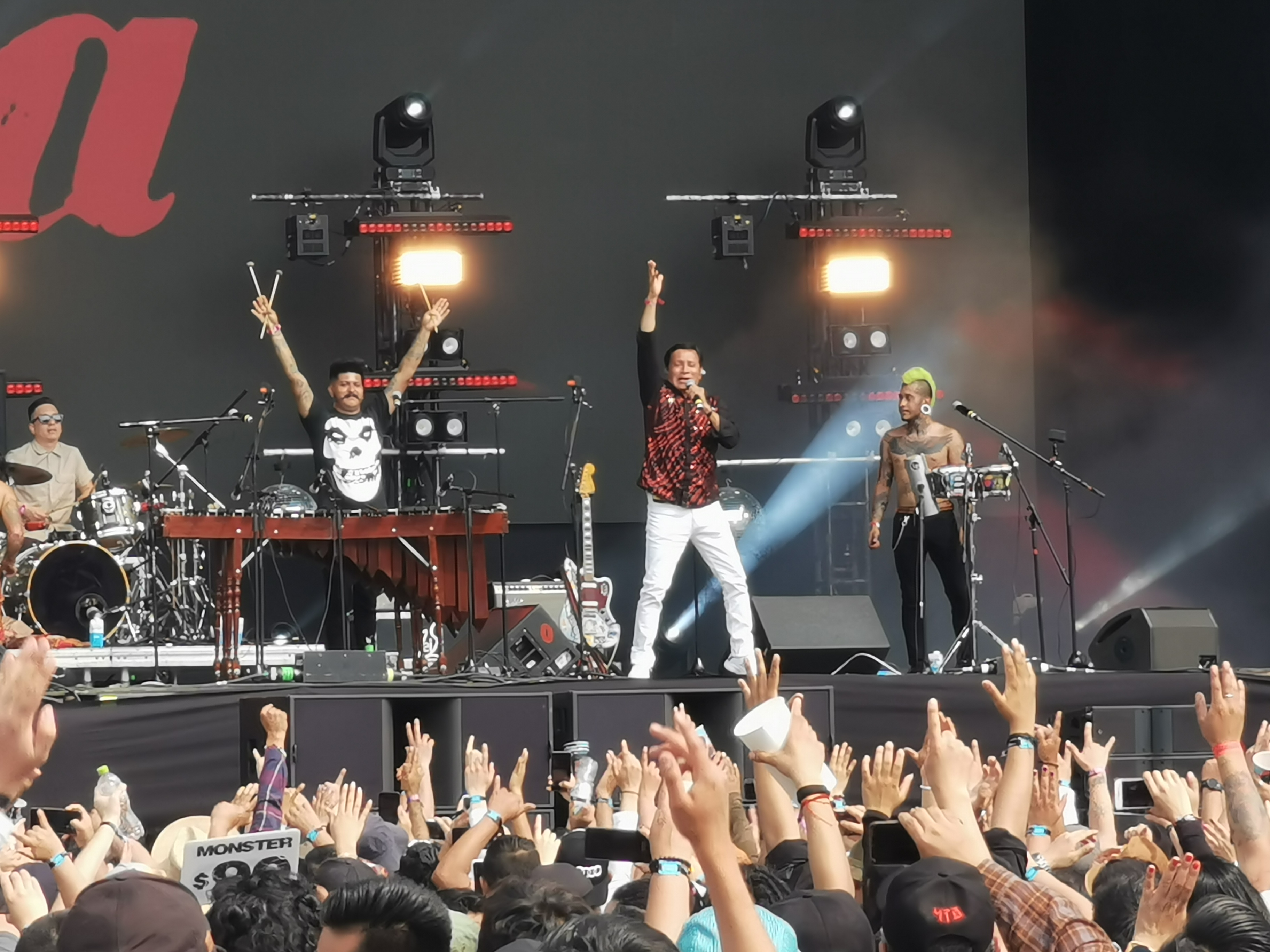
Son Rompe Pera en el Vive Latino 2022 junto a Alberto Pedraza.

Son Rompe Pera es un grupo procedente de la colonia Ramos Millán, en Naucalpan, formado en 2017 por los hermanos Jesús Ángel «Kacho» y Alan Gama «Mongo». En México es popular en los estados del sur la música de marimba mexicana y existan agrupaciones de ese género que trabajan tocando en las calles o en restaurantes y plazas en muchas ciudades del país. José Dolores Gama Melchor «Batuco», su padre, fue dueño de una marimba por lo que los hermanos Gama trabajaron con dicho instrumento tocando a su lado en calles y fiestas. Cuando falleció dejaron ese trabajo, retomándolo en 2017 para crear la propuesta musical de Son Rompe Pera, mismo que nombraron por una alusión a la energía del ritmo que interpretan y al nombre de su madre, Esperanza «Pera». Volvieron a la música tras tocar informalmente para sus amigos en el tianguis de La Lagunilla, ahí los escuchó el representante de Chico Trujillo, invitándolos a tocar a un concierto de esa banda al lado de Celso Piña y Sonido Gallo Negro en la Carpa Astros. Tras un viaje a Chile por invitación de Aldo Asenjo «El Macha» de Chico Trujillo decidieron integrar definitivamente la marimba a su propuesta.
Además de México, han realizado giras en Estados Unidos. Su primer disco, Batuco, nombrado en honor a su padre, tuvo una buena recepción de la crítica. En 2022 grabaron una sesión para la serie Tiny Desk Concerts de la NPR en el Salón Los Ángeles y se presentaron en el festival Vive Latino, concierto en el que participaron Alberto Pedraza, Alí Gua gua, Mare Advertencia Lírika y Belafonte Sensacional.
Entre sus influencias citan la cumbia colombiana con figuras como Andrés Landero, grupos de marimba mexicanos como Marimba Cuquita, música chicana como Lalo Guerrero —cuya canción "Los chucos suaves" es interpretada por ellos—, bandas de rock como Misfits, Johnny Cash, The Clash y Ramones así como bandas de rock mexicanas actuales como Belafonte Sensacional.

## Miembros
- Jesús Ángel Gama «Kacho» - marimba
- Alan Gama «Mongo» - marimba
- Murfy: percusiones
- Raúl - bajo
- Ritchie - batería

## Discografía

### Álbumes
- 2020: Batuco (AYA Records/ ZZK)

### EP
- 2020: Bootleg Cumbia Vol. 1: The Live on KEXP Session.